# 御影石町
御影石町（みかげいしまち）は、兵庫県神戸市東灘区の町名の一つで、旧御影町域（御影地区）の旧・石屋村域のうち北をJR東海道線、西を石屋川、南を埋立て前の海岸線に挟まれた区域を指す。1丁目から4丁目までが存在する。平成17年国勢調査（2005年10月1日現在）における世帯数は1,819、人口3,979で内男性1,952人・女性2,027人
。郵便番号：658-0045。

## 地理
昭和43年（1968年）6月1日に南から順に御影町石屋字辰巳・磯之辺が1丁目、公方公と喜寅が2丁目、旭詰が3丁目、佐美也・御量が4丁目と各小字が名乗り住居表示を実施して誕生した。東は旧御影村域で阪神本線以北が御影中町、以南が御影本町、南は御影浜町、西は石屋川を挟んで阪神本線から1本北の（神戸市建設局東部建設事務所北沿いの）道路以南が御影塚町、同以北は灘区になり阪神本線に近い側から記田町・徳井町・中郷町・大和町、JRを挟んで北西は灘区弓木町、同じく北は御影。
石町は旧村名の石屋からとった町名。石屋とは古代に石作連（いしつくりのむらじ）という豪族が住んでいたことに因む。旧小字の御量とは『武庫郡誌』には「雷神に因みて御量の森といえり」とある。公方公には綱敷天満神社の御旅所があり、その中に菅原道真が延喜元年（901年）、大宰府に左遷される途中に船を繋いだという菅公船繋の松がある。1丁目の石屋川沿いは酒造地帯であるが、木造の酒蔵は阪神・淡路大震災で全壊してしまった。

### 地価
住宅地の地価は、2014年（平成26年）1月1日の公示地価によれば、御影石町4-14-3の地点で25万8000円/m2となっている。

## 施設
- 神戸市立御影小学校
- 兵庫県立御影高等学校
- 神戸市立御影公会堂
- 阪神電鉄 石屋川駅

## 町名の変遷
| 昭和25年4月1日                                          | 昭和34年4月30日          | 昭和37年9月30日    | 昭和43年6月1日 |
| ------------------------------------------------------- | ------------------------ | ------------------ | -------------- |
| 御影町石屋字磯之辺                                      | 御影町石屋字磯之辺       | 御影町石屋字磯之辺 | 御影石町一丁目 |
| 御影町石屋字辰巳                                        |                          |                    | 御影石町一丁目 |
| 御影町石屋字辰巳（一部）                                | 御影町石屋字辰巳（一部） | 御影町石屋字喜寅   | 御影石町二丁目 |
| 御影町石屋字喜寅                                        |                          | 御影町石屋字喜寅   | 御影石町二丁目 |
| 御影町石屋字工具地（一部）                              |                          | 御影町石屋字喜寅   | 御影石町二丁目 |
| 御影町石屋字辰巳                                        | 御影町石屋字辰巳         | 御影町石屋字公方公 | 御影石町二丁目 |
| 御影町石屋字公方公                                      |                          | 御影町石屋字公方公 | 御影石町二丁目 |
| 御影町石屋字三反田                                      |                          | 御影町石屋字公方公 | 御影石町二丁目 |
| 御影町石屋字磯野辺                                      |                          | 御影町石屋字公方公 | 御影石町二丁目 |
| 御影町石屋字旭詰（一部）                                |                          | 御影町石屋字公方公 | 御影石町二丁目 |
| 御影町石屋字旭詰（一部）                                | 御影町石屋字旭詰（一部） | 御影町石屋字旭詰   | 御影石町三丁目 |
| 御影町石屋字工具地（一部）                              |                          | 御影町石屋字旭詰   | 御影石町三丁目 |
| 御影町石屋字狭間（一部）                                |                          | 御影町石屋字旭詰   | 御影石町三丁目 |
| 御影町石屋字佐美也（一部）                              |                          | 御影町石屋字旭詰   | 御影石町三丁目 |
| 御影町石屋字佐美也（一部）                              | 御影町石屋字佐美也       | 御影町石屋字佐美也 | 御影石町四丁目 |
| 御影町石屋字八色岡（一部）                              | 御影町石屋字佐美也       | 御影町石屋字佐美也 | 御影石町四丁目 |
| 御影町石屋字御量 （御影町御影字掛田になった部分を除く） | 御影町石屋字御量         | 御影町石屋字御量   | 御影石町四丁目 |
| 御影町石屋字狭間（一部）                                | 御影町石屋字御量         | 御影町石屋字御量   | 御影石町四丁目 |